# Phassus triangularis
Phassus triangularis es una polilla Heterocera de la familia Hepialidae. Se ha mencionado como una especie de importancia fitosanitaria en los cultivos de jaúl (Alnus acuminata) debido a sus hábitos barrenadores, realizando agujeros de hasta 8 milímetros en el xilema de la planta.

Se encuentra en México.